# Kameničky
Kameničky (deutsch Kamenitschek) ist eine Gemeinde in Tschechien. Sie liegt sechs Kilometer südöstlich von Hlinsko am Nordrand der Saarer Berge und gehört zum Okres Chrudim. Zu Beginn des 20. Jahrhunderts war das Dorf ein bevorzugtes Ziel böhmischer Maler und trug ab 1904 im Volksmund den Beinamen  Slavíčkovy Kameničky.

## Geographie
Das Dorf befindet sich am Oberlauf der Chrudimka, die in zwei Quellen am Hügel U Oběšeného bei Filipov und nördlich von Ovčín entspringt. Im Nordwesten erhebt sich der 697 m hohe Pešava, östlich der Vojtěchův kopec (673 m), der auch als Volák bezeichnet wird, im Süden liegt der Teich Krejcar und im Südwesten der Kameničký rybník. Durch den Ort führt die Staatsstraße 343 zwischen Hlinsko und Svratka.
Nachbarorte sind Ovčín und Dědová im Norden, Filipov im Nordosten, Paseky und Chlumětín im Osten, Lány, Lhoty und Vortová im Südwesten sowie Hamry und Jeníkov im Westen.

## Geschichte
Die erste Erwähnung der Pfarrkirche erfolgte im Jahre 1350, nach der Ortschronik soll sie 1250 entstanden sein. 1392 wurde die Osada Kameniczka als Besitz von Smil Flaška z Pardubic auf Richenburg genannt. Im 15. Jahrhundert wurde das Dorf als Reychlowa Kamenicze bezeichnet.
Die Bewohner des Ortes an einem Verbindungsweg von Böhmen nach Mähren lebten von der Landwirtschaft, jedoch ließ der steinige Boden und die langen Winter oft Not einkehren, so dass sich für die Gegend im Volksmund die Bezeichnung Böhmisches Sibirien verbreitete. 1763 wurde die verfallene gotische Holzkirche abgebrochen und durch einen Neubau ersetzt, der zwei Jahre später vollendet war. Zu dieser Zeit verdienten sich viele der Bewohner durch die Leineweberei, später auch die Haarnetzflechterei und Jacquardweberei ein Zubrot.
Nach dem Schneebruch vom Oktober 1930 entstand zwischen Lány und Herálec eine schmalspurige Waldeisenbahn, die nach vierjährigem Betrieb und Beseitigung der Sturmschäden wieder eingestellt wurde. Im Jahre 1970 wurde Kameničky Teil des Landschaftsschutzgebietes Žďárské vrchy. Die Eingemeindung von Filipov erfolgte im Jahre 1985.

## Ortsgliederung
Die Gemeinde Kameničky besteht aus den Ortsteilen Filipov (Philippsdorf) und Kameničky (Kamenitschek) sowie die Siedlung Ovčín und der Weiler Lány (Laan, älter auch Laniech (1388), Lanich (1544)).

## Sehenswürdigkeiten

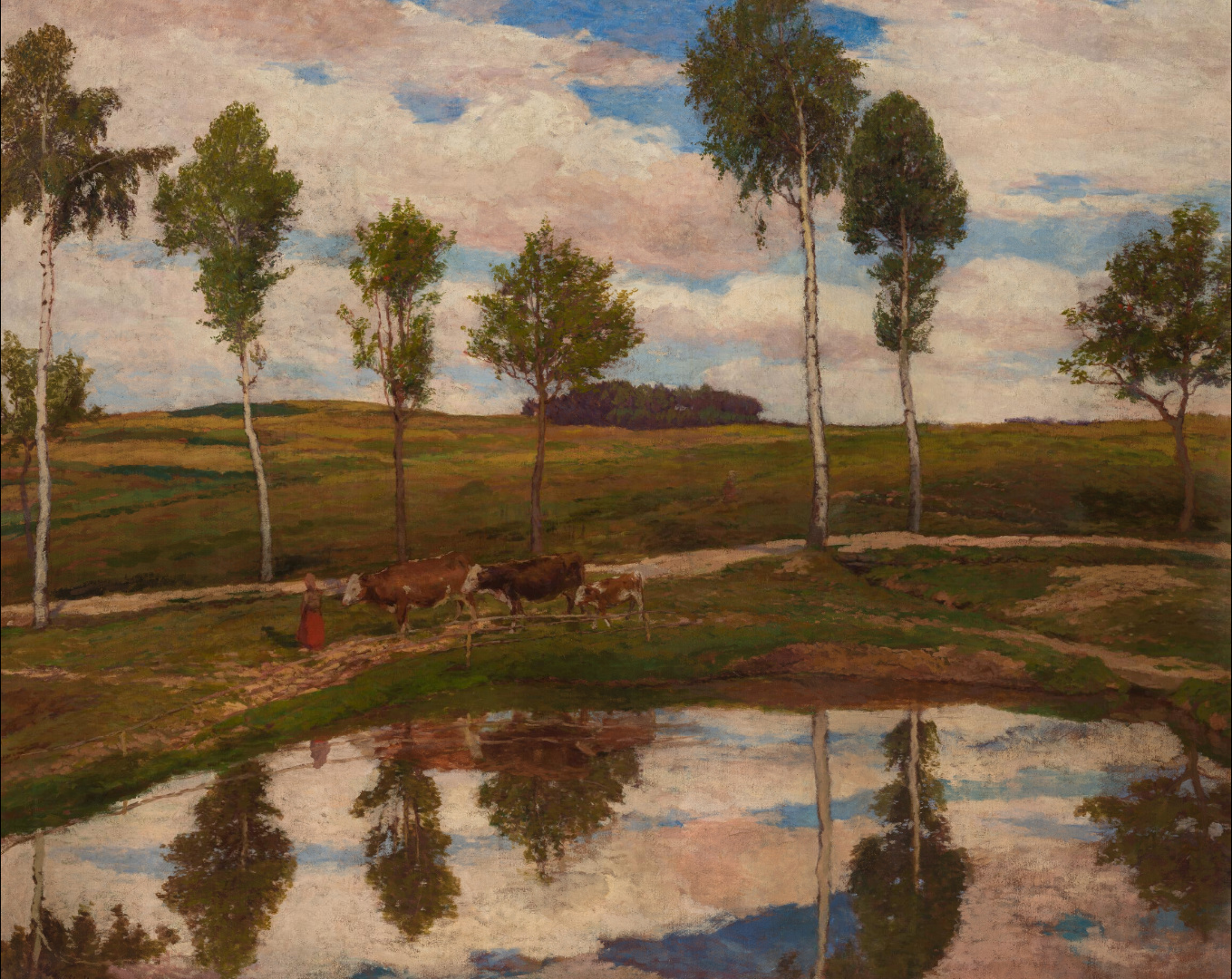
„Bei uns in Kameničky“ von Antonín Slavíček (1904)

- Kirche der Hl. Dreifaltigkeit, 1764 bis 1765 anstelle eines hölzernen Vorgängerbaus errichtet
- denkmalgeschützte Blockhäuser
- Haus von Antonín Slavíček

## Persönlichkeiten
- Der Schriftsteller Karel Václav Rais lebte seit 1877 in der Gegend und beschrieb in seinem 1896 erschienenen Roman Západ das Leben im Dorf. Auf dem örtlichen Friedhof befindet sich die Grabstätte der Hauptfigur des Romans, Pfarrer Pardus.
- Inspiriert durch den Roman besuchte der Maler Antonín Slavíček den Ort und auf Grund seine Schilderungen suchten und fanden auch Otakar Nejedlý, Herbert Masaryk, Rudolf Kremlička, Gustav Macoun, Josef Hašek im Dorf und seiner Umgebung Motive für ihre Bilder